# FantLab
Laboratoria Fantastiki sau FantLab (rusă Лаборатория фантастики, "Laboratorul de ficțiune speculativă") este un site web în limba rusă dedicat literaturii science fiction și fantasy. A fost fondat în 2004 de Alexei Lvov.

## Conținut
Site-ul web conține o vastă bază de date despre cărți, adnotări și recenzii. Utilizatorii neînregistrați au acces la paginile autorilor, la evaluări, știri și premii. Dacă utilizatorii se înregistrează, pot revizui și evalua cărți sau pot genera liste de citire. De asemenea, ei își pot crea propriile rafturi virtuale de cărți și pot publica articole. În iunie 2013, site-ul avea peste 88.000 de membri și peste 244.000 de lucrări de autori au fost adăugate. În aprilie 2012, al 2000-lea autor (Murray Leinster) a fost adăugat la baza de date.

## Principii și obiective
Particularitățile site-ului web, care i-au determinat poziția sa în cadrul sectorului rus al internetului, sunt:
- bibliografii complete și fiabile ale scriitorilor care lucrează în domeniul ficțiunii speculative (SF, fantezie etc.)
- clasamente de cărți și autori pe baza evaluărilor vizitatorilor
- recenzii ale amatorilor
- sistem de recomandări individuale
- clasificarea operelor literare după gen
- informații despre viitoarele publicații (planuri și proiecte editoriale) și despre premii literare (naționale și internaționale).

## Legături externe
- en  Informații despre site
- ru  Site-ul web oficial

## Vezi și
- Premiul Ivan Efremov